# Рассвет (партия)
«Рассвет» — незарегистрированная оппозиционная политическая партия в Российской Федерации, созданная журналистом и экс-кандидатом в президенты РФ Екатериной Дунцовой после отказа ЦИК зарегистрировать её на выборах Президента РФ 2024.

## История

### Предыстория
Журналистка Екатерина Дунцова, которой ЦИК РФ отказала в регистрации на участие в президентских выборах 2024 года, а Верховный суд РФ утвердил это решение, объявила о создании собственной политической партии. По её словам, новое объединение сможет участвовать в избирательных кампаниях не раньше сентября 2024 года.

 Большинство россиян хочет мирного демократического будущего, да и простого здравого смысла. Нас десятки миллионов, но ни одна политическая партия нас не представляет или не хочет представлять. У нас нет другого пути, кроме как самим создать партию и добиваться перемен.
— Екатерина Дунцова, председатель партии «Рассвет».
Также она заявила, что регистрация региональных отделений планируется к маю 2024 года.

### Создание
14 января 2024 года в Твери состоялось первое заседание оргкомитета партии «Рассвет». Дунцова заявила, что партия вскоре начнёт проводить встречи сторонников во всех регионах страны. Будут созданы региональные отделения, после чего члены партии начнут подготовку к выборам. Первоначально организационный комитет объявил, что учредительный съезд партии «Рассвет» состоится 9–10 марта 2024 года в гостинице «Альянс Бородино» в Москве. Однако в конце февраля 2024 года администрация гостиницы расторгла договор с Екатериной Дунцовой, лидером инициативной группы, сославшись на «аварийное состояние системы отопления», и отказалась предоставить помещение для съезда.
Первый учредительный съезд политической партии «Рассвет» в итоге состоялся 1–2 мая 2024 года в учебно‑методическом центре «Голицыно» (Московская область).
В съезде приняли участие 148 делегатов из 50 регионов РФ (включая гостей и журналистов — свыше 200 человек). На съезде были утверждены устав и программные документы, избраны центральные руководящие органы: Центральный совет (24 человека), контрольно‑ревизионная комиссия (7 человек), а председателем партии стала Екатерина Дунцова. В ходе съезда делегаты обсудили темы принципа мирного демократического развития, верховенство международного права, расширение полномочий местного самоуправления, возвращение прямых выборов глав регионов и освобождение политзаключённых. В завершение были избраны члены мандатной комиссии: председатель — Анастасия Новоселова, секретарь — Ирина Никифорова. На съезде отсутствовали официальные представители Минюста РФ, несмотря на ранее направленные приглашения, что экспертами было расценено как неблагоприятный сигнал, и власть на мероприятие не препятствовала его проведению. Съезд завершился поздно вечером 2 мая, после завершения формальных процедур делегаты спели песни, в том числе «Перемен», и разошлись около полуночи.
Первое учредительное собрание по созданию регионального отделения партии «Рассвет» в Новосибирске прошло без происшествий. В ходе собрания тайным голосованием был сформирован состав совета, избраны руководящие органы, секретарь и председатель. Председателем новосибирского отделения партии был избран Михаил Гафаров.
По информации издания «MR7», учредительный съезд петербургского отделения прошёл 18 мая 2024 года и отделение было создано при участии 11 человек. Из их числа были выбраны председатель, секретарь и счётная комиссия. Председателем отделения стал 23-летний бакалавр журналистики Глеб Колмогоров и выпускник СПбГУ 2022 года. Среди членов петербургского «Рассвета» журналисты увидели адвоката и экс-депутата Ленсовета 21 созыва Владимира Белякова. В тот же день 18 мая аналогичные съезды состоялись во Владивостоке, Уфе и Екатеринбурге. На региональные съезды приглашаются представители территориальных управлений Минюста, однако в Санкт-Петербурге они на мероприятие не пришли.
По данным провластного информационного агентства URA.RU, в мае 2024 года в Тюмени предпринимались попытки создать региональное отделение партии «Рассвет». По информации издания, инициаторам было сложно найти человека, готового официально возглавить отделение, из-за политической уязвимости и опасений возможного давления. Отмечалось, что в регионе остались активисты, ранее поддерживавшие оппозиционные инициативы, включая кампанию Бориса Надеждина, и именно к ним были обращены предложения о вступлении в партию. Однако, как сообщило то же агентство спустя несколько дней, в регионе так и не удалось провести учредительное собрание.
25 ноября 2024 Министерство юстиции РФ официально отказало в государственной регистрации партии «Рассвет». Ведомство указало два основания отказа: несоответствие формы заявления в ФНС (отсутствовали учредители) и то, что решение по выборам органов не было принято единогласно, как требует закон.
По данным «Независимой газеты», отказ Минюста последовал вскоре после аналогичного вердикта в отношении другой новой политической структуры «Партии любителей пива», что, по мнению издания, обрисовывает тенденцию к ужесточению контроля над политическим полем в преддверии выборов 2025–2026 годов.
Реакцией партии стало намерение провести новый учредительный съезд, скорректировать юридические документы и вновь подать заявку на регистрацию.
В ближайшие дни мы проведём собрание оргкомитета партии. В будущем планируется и новый учредительный съезд. С учётом уже имеющегося опыта нашей команды мы снова подадим документы о регистрации партии, перед этим посетив ФНС и Минюст с требованием о разъяснении юридических неточностей.

## Мнения
Большинство политологов и аналитиков скептически оценивают шансы партии «Рассвет» на успешную регистрацию и участие в выборах.
Политолог Алексей Мухин, директор Центра политической информации, заявил, что партия «в принципе не имеет шансов на регистрацию», поскольку «сейчас наверху есть понимание, что не нужна раскачка улицы».
Политтехнолог Константин Калачев отмечал, что «власть устраивает партийно-политическая система в её нынешнем виде, а эксперименты никому не нужны». Позднее он добавил, что до выборов 2026 года «никаких новых регистраций не будет».
Политолог Михаил Виноградов (фонд «Петербургская политика») связал трудности «Рассвета» с трендом на «разрешительный принцип» и возвращение к «практике нулевых».
Алексей Макаркин (Центр политических технологий) назвал ситуацию «охранительским сценарием», при котором «зачем новыми проектами нервировать думские партии?».
Публицист Денис Шендерович выразил сомнение в успехе партии: «Шансы на регистрацию антивоенной, оппозиционной партии сейчас стремятся к нулю».
Политолог Александр Кынев считает, что разговоры о коалиции демократов — «в основном способ привлечь спонсоров и напомнить о себе».
Журналистка «Радио свободы» Наталья Шавшукова заявила: «Любые инициативы сейчас полезны, особенно те, которые заботятся о безопасности своих участников».

## Давление со стороны властей
Особый резонанс вызвало уголовное преследование секретаря владимирского отделения партии «Рассвет» Александра Гермизина. В октябре 2024 года его задержали во Владимире, после чего в его доме и по другим адресам прошли обыски, в ходе которых были изъяты оргтехника и документы.
Военным судом в Москве 5 февраля 2025 года Гермизина признали виновным по части 2 статьи 205.2 УК РФ («оправдание терроризма в интернете») и приговорили к двум годам колонии общего режима, а также запретили ему администрировать интернет‑ресурсы сроком на два года.
Активист Тульского отделения партии «Рассвет» Евгений Малюгин оказался под административным давлением весной 2025 года. 3 апреля 2025 года суд оштрафовал его на 100 000 ₽ по статье 6.21 КоАП РФ («пропаганда ЛГБТ») нарушение было связано с размещением «шуточных фото» в личном Telegram‑канале. Позже ему выписали штраф ещё на 40 000 ₽ по статье 20.3.3 КоАП РФ («дискредитация действий Вооружённых сил РФ») за антивоенные высказывания. По словам Малюгина, серия административных штрафов оказалась достаточной причиной для закрытия Тульского отделения партии «Рассвет» из-за «непрерывного давления властей».
16 апреля 2025 года председатель тюменского отделения партии «Рассвет» Никита Грибков был арестован на 10 суток по обвинению в «пропаганде терроризма» (ст. 205.2 КоАП РФ) из-за публикации символики запрещённого легиона «Свобода России» в социальной сети Instagram. По сообщению секретаря отделения Вероники Безменовой, в день ареста у Грибкова прошёл обыск. В суде он заявил, что не знал о запрете изображения.

## Идеология
Политическая партия «Рассвет» позиционирует себя как демократическое центристское объединение, нацеленное на мирную трансформацию общества. Основной целью из официальной программы провозглашено «построение достойной жизни для каждого гражданина» путём укрепления гражданских свобод и институций справедливости.
Согласно первому заявлению Дунцовой журналистам «The Insider», «Рассвет» создан, потому что «ни одна политическая партия не представляет простого здравого смысла» в современной России.
Программа партии включает защиту свободы слова, собраний, безопасности личных данных и плюрализма СМИ; развитие регионального самоуправления с возвращением прямых выборов глав субъектов РФ и усилением механизмов отзывов и референдумов. Во внешней политике партия выступает за мирный курс и верховенство международного права. В экономике предлагается модель социально ориентированного рыночного устройства с региональной децентрализацией, антикоррупционными мерами и инвестициями в науку, образование, здравоохранение и экологию.
В интервью изданию «Бумага» Дунцова поясняла, что цель партии не «противостояние власти», а конструктивный диалог, и что решения должны приниматься через «горизонтальные структуры» региональных отделений. Дунцова также выступала за немедленное прекращение боевых действий, реализацию демократических реформ, освобождение политзаключённых и возвращение России в международное сообщество.